# Виттельсбах (бриллиант)

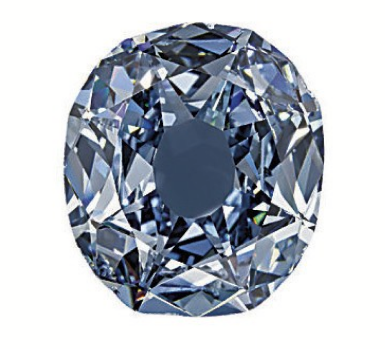
Бриллиант «Виттельсбах»

Бриллиант «Виттельсбах» (нем. Blauer Wittelsbacher) — крупный (35,56 каратов) бриллиант голубого цвета, который в 1722 году как приданое Марии Амалии Австрийской перешёл к её супругу, баварскому курфюрсту Карлу Альбрехту из дома Виттельсбахов. В XIX веке был вправлен в баварскую корону и оставался в распоряжении Виттельсбахов до Первой мировой войны, когда камень был утерян.
Считается, что именно его подарил испанский король Филипп IV Габсбург своей дочери, инфанте Маргарите Терезе Испанской, в качестве приданого. От её супруга Леопольда камень перешёл по наследству к Марии-Амалии (которая приходилась ему внучкой).
В разгар Великой депрессии аукционный дом «Кристис» пытался продать исторический бриллиант, но на него не нашлось покупателей. С 1964 года он находился в частной коллекции. «Виттельсбах» был продан на торгах «Кристис» 10 декабря 2008 года за рекордную сумму 16 миллионов 393 тысячи 250 фунтов стерлингов (24 миллиона 311 тысяч 190 долларов). Покупателем выступил британский ювелир Лоренс Графф.